# Maja Chwalińska
Maja Chwalińska (* 11. Oktober 2001 in Dąbrowa Górnicza) ist eine polnische Tennisspielerin.

## Karriere
Chwalińska bevorzugt Hartplätze und spielt bislang vor allem auf der ITF Women’s World Tennis Tour, wo sie bislang sieben Einzel- und elf Doppeltitel gewann. Anfang Dezember 2024 gewann sie zusammen mit ihrer Doppelpartnerin Katarzyna Kawa in Buenos Aires erstmals ein Turnier im Rahmen der WTA Challenger Series. Eine Woche später gewann sie in Florianópolis ihren ersten Titel im Einzel im Rahmen dieser Turnierserie. Beim selben Turnier gewann sie mit ihrer Partnerin Laura Pigossi ebenfalls den Titel im Doppel.
Sie spielte 2019 erstmals für die Polnische Billie-Jean-King-Cup-Mannschaft; ihre Billie-Jean-Kind-Cup-Bilanz weist bislang 3 Siege bei 1 Niederlagen aus.

## Turniersiege

### Einzel
| Nr. | Datum            | Turnier             | Kategorie      | Belag     | Finalgegnerin           | Ergebnis  |
| --- | ---------------- | ------------------- | -------------- | --------- | ----------------------- | --------- |
| 1.  | 28. Juli 2019    | Bytom               | ITF W25        | Sand      | Nina Potočnik           | 6:3, 6:4  |
| 2.  | 4. August 2019   | Grodzisk Mazowiecki | ITF W25        | Sand      | Dejana Radanović        | 7:65, 6:4 |
| 3.  | 11. August 2019  | Warschau            | ITF W60        | Sand      | Anastassija Komardina   | 6:3, 6:0  |
| 4.  | 16. Januar 2022  | Monastir            | ITF W25        | Hartplatz | Carole Monnet           | 6:4, 6:4  |
| 5.  | 8. Mai 2022      | Prag                | ITF W60        | Sand      | Ekaterine Gorgodse      | 7:5, 6:3  |
| 6.  | 7. Juli 2024     | Montpellier         | ITF W75        | Sand      | Oxana Selechmetjewa     | 6:3, 6:2  |
| 7.  | 21. Juli 2024    | Porto               | ITF W75        | Hartplatz | Tessah Andrianjafitrimo | 7:5, 6:1  |
| 8.  | 8. Dezember 2024 | Florianópolis       | WTA Challenger | Sand      | Ylena In-Albon          | 6:1, 6:2  |

### Doppel
| Nr. | Datum            | Turnier              | Kategorie      | Belag             | Partnerin        | Finalgegnerinnen                       | Ergebnis          |
| --- | ---------------- | -------------------- | -------------- | ----------------- | ---------------- | -------------------------------------- | ----------------- |
| 1.  | 17. Februar 2017 | Wirral               | ITF $15.000    | Hartplatz (Halle) | Miyabi Inoue     | Emina Bektas Ronit Yurovsky            | 6:4, 6:4          |
| 2.  | 30. Juni 2018    | Toruń                | ITF $25.000    | Sand              | Katarzyna Kawa   | Albina Xabibulina Helene Scholsen      | 6:1, 6:4          |
| 3.  | 10. August 2018  | Warschau             | ITF $25.000    | Sand              | Daria Kuczer     | Martyna Kubka Stefania Rogozińska Dzik | 3:6, 7:65, [10:1] |
| 4.  | 13. April 2019   | Sunderland           | ITF W25        | Hartplatz (Halle) | Ulrikke Eikeri   | Emina Bektas Tara Moore                | 6:4, 3:6, [11:9]  |
| 5.  | 10. August 2019  | Warschau             | ITF W60        | Sand              | Ulrikke Eikeri   | Weronika Falkowska Martyna Kubka       | 6:4, 6:1          |
| 6.  | 4. Dezember 2021 | Jablonec nad Nisou   | ITF W25        | Teppich (Halle)   | Katherine Sebov  | Lucie Havlíčková Linda Klimovičová     | 7:5, 6:4          |
| 7.  | 30. April 2022   | Istanbul             | ITF W60        | Sand              | Jesika Malečková | Anastassija Tichonowa Berfu Cengiz     | 2:6, 6:4, [10:4]  |
| 8.  | 6. Mai 2023      | Prag                 | ITF W60        | Sand              | Jesika Malečková | Aneta Kučmová Kaylah McPhee            | 6:0, 7:65         |
| 9.  | 18. Februar 2024 | Altenkirchen         | ITF W75        | Teppich (Halle)   | Jesika Malečková | Julia Lohoff Conny Perrin              | 6:4, 7:5          |
| 10. | 29. Juni 2024    | Doksy – Staré Splavy | ITF W75        | Sand              | Anastasia Dețiuc | Feng Shuo Sapfo Sakellaridi            | 6:3, 2:6, [10:6]  |
| 11. | 1. Dezember 2024 | Buenos Aires         | WTA Challenger | Sand              | Katarzyna Kawa   | Laura Pigossi Mayar Sherif             | 6:4, 3:6, [10:7]  |
| 12. | 7. Dezember 2024 | Florianópolis        | WTA Challenger | Sand              | Laura Pigossi    | Nicole Fossa Huergo Walerija Strachowa | 7:63, 6:3         |
| 13. | 23. März 2025    | Antalya              | WTA Challenger | Sand              | Anastasia Dețiuc | Jesika Malečková Miriam Škoch          | 4:6, 6:3, [10:2]  |
| 14. | 31. Mai 2025     | Brescia              | ITF W75        | Sand              | Sinja Kraus      | Gabriela Knutson Darja Semeņistaja     | 6:0, 6:3          |

## Abschneiden bei Grand-Slam-Turnieren

### Einzel
| Turnier         | 2020 | 2021 | 2022 | 2023 | 2024 | 2025 | Karriere |
| --------------- | ---- | ---- | ---- | ---- | ---- | ---- | -------- |
| Australian Open | Q1   | Q1   | —    | —    | —    | 1    | 1        |
| French Open     | —    | Q1   | —    | Q2   | —    | Q2   | —        |
| Wimbledon       |      | Q1   | 2    | Q1   | —    | Q1   | 2        |
| US Open         | —    | —    | Q2   | —    | Q1   |      | —        |

Zeichenerklärung: S = Turniersieg; F, HF, VF, AF = Einzug ins Finale / Halbfinale / Viertelfinale / Achtelfinale; 1, 2, 3 = Ausscheiden in der 1. / 2. / 3. Hauptrunde; Q1, Q2, Q3 = Ausscheiden in der 1. / 2. / 3. Qualifikationsrunde; nicht ausgetragen